# 胡世军
胡世军（1965年11月—），男性，湖南宁乡人，中共党员，少将军衔，中华人民共和国军事人物。
曾任中国人民解放军汕头警备区政委、南部战区陆军第42集团军政治部主任、陆军第75集团军政治工作部主任、西藏军区政治工作部主任等职务。2023年转任中共上海市委常委、上海警备区政治委员。2025年1月，不再担任上海市委常委、委员职务。